# 호환성 테스트
호환성 테스트(Compatibility testing)는 다양한 컴퓨팅 환경에서 애플리케이션의 호환성을 보장하기 위해 비기능 테스트의 일환으로 수행되는 응용 소프트웨어 테스트이다.
ISO 25010 표준(시스템 및 소프트웨어 품질 모델)은 호환성을 소프트웨어 시스템이 동일한 소프트웨어 및 하드웨어를 공유하면서 다른 시스템과 정보를 교환할 수 있는 특성 또는 정도로 정의한다. 제품이 다른 제품에 해로운 영향을 주지 않으면서 다른 제품과 공통 환경 및 자원을 공유하며 필요한 기능을 효율적으로 수행할 수 있는 정도를 공존성이라 하며, 상호 운용성은 두 개 이상의 시스템, 제품 또는 구성 요소가 정보를 교환하고 교환된 정보를 사용할 수 있는 정도를 말한다. 이러한 맥락에서 호환성 테스트는 테스트 중인 시스템에서 나타나는 공존성 및 상호 운용성 정도를 결정하기 위한 제품 또는 소프트웨어 시스템에 대한 정보 수집이 될 것이다.

## 같이 보기
- 국제 표준화 기구 표준 목록, 24000-25999
- ISO/IEC 25010:2011 시스템 및 소프트웨어 공학 - 시스템 및 소프트웨어 품질 요구사항 및 평가(SQuaRE) - 시스템 및 소프트웨어 품질 모델